# جيريمي بروت
جيريمي بروت (بالإنجليزية: Jeremy Pruitt)‏ هو لاعب كرة قدم أمريكية أمريكي، ولد في 28 مايو 1974 في رينسفيل في الولايات المتحدة.

## وصلات خارجية
- جيريمي بروت على موقع IMDb (الإنجليزية)